# 于丹论语心得
于丹《论语》心得，2006年11月1日由中华书局出版的书籍，由北京师范大学教授于丹写作。2009年入选中国图书商报社和中国出版科学研究所联合主办评选的“新中国60年中国最具影响力的600本书”。

## 内容
该书由于丹教授在百家讲坛的讲稿提简精练而成，对二千多年前的《论语》进行现代汉语的诠释和解读。 于丹笔下的孔子和《论语》，是多彩多姿的孔子，是圣贤也是贴近心灵的医生。
全书共分为七章：
- 天地人之道
- 心灵之道
- 处世之道
- 君子之道
- 交友之道
- 理想之道
- 人生之道

书尾附带《论语》原文。

## 评价
厦门大学教授易中天：“于丹为我们讲述的是这样的孔子，一位链接了多彩世界的灰色孔子，链接是广泛的，东西南北，古今中外。主题却是单纯的，单纯到没有色彩，没有性别，没有时间和空间，只有温度。”